# Jeff Kidder
Jeff Kidder (Vermillion, 15 novembre 1875 – Naco, 5 aprile 1908) è stato un ranger e pistolero statunitense, reso famoso dalla sparatoria a Naco, in Messico, in cui perse la vita.

## Biografia
Jeff Kidder nacque a Vermillion, nel Sud Dakota, il 15 novembre 1875. Fin da ragazzo, fu un appassionato dei numerosi romanzi narranti le gesta dei pistoleri più famosi dell'epopea del West e cominciò ad esercitarsi nell'arte dell'estrazione della pistola. Successivamente, studiò algebra all'Università del Dakota del Sud.
Nel 1901 i suoi genitori si trasferirono in California, mentre lui rimase dapprima a Vermillion, poi si mosse in Arizona ed entrò a far parte del neonato corpo degli Arizona Rangers, tra i quali divenne abbastanza famoso a causa di una sparatoria avvenuta nel 1904 vicino al confine con il Messico. Kidder e un altro Ranger intercettarono due fuorilegge che ingaggiarono con loro uno scontro a fuoco: Kidder uccise uno dei due uomini, mentre il cavallo dell'altro fu abbattuto dal suo compagno. I due, quel giorno, sequestrarono molte armi e almeno 10.000 proiettili.
Nel 1908, Kidder venne promosso a sergente e cominciò ad acquisire molta fama sia a nord che a sud del confine.

### La morte
Il 4 Aprile 1908 Kidder arrivò fino a Naco, in Messico, in una cantina, dove si intrattenne per diverso tempo con una donna di nome Chia, arrivata da Douglas qualche giorno prima. Verso l'una di notte, i due litigarono perché pare che Kidder si fosse rifiutato di pagare un dollaro per la prestazione della donna, che uscì dalla cantina e andò a chiamare la polizia.
Qualche istante dopo irruppero nel locale due uomini (Tomas Amador e Delores Quias), che misero mano alle pistole e cominciarono a sparare a Kidder, colpendolo all'intestino. Il ranger reagì ed uccise i due uomini. Poco dopo, altri due messicani entrarono nella cantina con le armi in pugno e cominciarono a far fuoco su Kidder. Lui rispose al fuoco e li uccise, venendo tuttavia colpito una seconda volta. Mortalmente ferito, Kidder si rialzò e cominciò a dirigersi a piedi verso il confine. Tra lui e quest'ultimo si frapposero tuttavia altri messicani, tra i quali Victoriano Amador, fratello dell'uomo ucciso da Kidder e poliziotto messicano. Il gruppo aprì il fuoco su Kidder, che prontamente si mise al riparo e rispose ammazzando un civile e ferendo altri quattro uomini, tra cui Amador.
Kidder si arrese solo quando finì completamente le munizioni, quindi venne arrestato, colpito alla tempia, e lasciato tutta la notte in cella senza cure mediche.
Il giorno seguente il capitano Henry Wheeler dei Rangers ottenne i permessi affinché Kidder venisse condotto a Bisbee, in Arizona, per le cure necessarie.
Nonostante tutto, Kidder morì il 5 Aprile alle 6:30 del mattino.